# Pulsedriver
Pulsedriver, de son vrai nom Slobodan Petrovic et surnommé Pulle dans le milieu, est un artiste trance-handsup allemand né le 22 février 1974 à Trappenkamp (Schleswig-Holstein).

## Biographie
Slobodan Petrovic commence à s'intéresser à la dance à l'âge de 15 ans. À partir des années 80, il commence à mixer dans des écoles ainsi que dans des fêtes. Dès le début des années 90, il prend sa place sur la « scène Dance » sous le nom de scène de Tibby et devient rapidement populaire en Allemagne.
Artiste ayant débuté sur le label Tracid Traxxx, Pulsedriver est résident du DJ team du label Aqualoop. Ses productions sont fréquemment éditées sur DC, ce qui en fait l'un des artistes handsup les plus connus d'Allemagne.

## Discographie

### Singles
- 1997 : Rythmic Trip
- 1998 : Inside my head
- 1998 : Timemachine
- 1998 : I'm Rushing
- 1999 : Kiss That Sound (DE #97)
- 1999 : I Dominate U (DE #71)
- 1999 : Take you high (DE # 52)
- 2000 : Your Spirit Is Shining (DE #89)
- 2001 : Cambodia (DE #11)
- 2001 : Din Daa Daa  (DE #47)
- 2002 : Time (DE #44)
- 2002 : Move for freedom (DE #29)
- 2003 : Galaxy (DE #54)
- 2004 : Beat Bangs! (DE #75)
- 2004 : Slammin'
- 2004 : Neptuna (Galaxy Part 2)
- 2005 : Vagabonds (DE #90)
- 2005 : Don't Give Me Your Life
- 2006 : Insane
- 2006 : Whistle Song
- 2008 : Koma (reloaded)
- 2008 : Back To Love
- 2008 : Youth Of The Nation (DE #99)
- 2008 : Mohicans
- 2009 : Peace
- 2010 : Lookout Weekend
- 2010 : Vagabonds 2010
- 2011 : See the Light
- 2011 : Find My Way/You Take Me Away

### Albums
- 2001 : Sequence
- 2003 : Night Moves
- 2005 : Selected
- 2009 : UNIvsALL...10 YEARS
- 2010 : Adventures Of A Weekend Vagabond